# WonderSwan Color
 (février 2021).
Si vous disposez d'ouvrages ou d'articles de référence ou si vous connaissez des sites web de qualité traitant du thème abordé ici, merci de compléter l'article en donnant les références utiles à sa vérifiabilité et en les liant à la section « Notes et références ».
La WonderSwan Color est une console de jeux vidéo portable, créée par Bandai.
Elle est une amélioration de la WonderSwan originale. Elle sort le 30 décembre 2000 au Japon et rencontre un assez grand succès, prenant jusqu'à 8 % du marché japonais, dominé par Nintendo et ses différentes Game Boy. La WonderSwan Color est compatible avec les jeux de la WonderSwan originale.
En novembre 2002, Bandai sort une évolution de la WonderSwan Color, sous le nom de SwanCrystal, bénéficiant d'un meilleur écran.

## Historique
La WonderSwan original était doté d’un écran en noir et blanc. Bien que la WonderSwan Color soit légèrement plus grand et plus lourd que l’original (7 mm et 2 g), la version couleur dispose de 512 Kio de RAM et d’un large écran LCD. De plus, la WonderSwan Color est compatible avec les jeux de la WonderSwan original.
Avant l’arrivée des WonderSwan, Nintendo détenait un quasi-monopole sur le marché des consoles portables. Avec la présentation de la WonderSwan Color, Bandai réussit à conquérir environ 8 % du marché au Japon, grâce notamment au faible coût de la console, 6800 yens (environ 60 euros).
Une autre raison du succès de la WonderSwan est que Bandai est parvenue à convaincre Squaresoft de porter certains épisodes de Final Fantasy sur la console, en adaptant les graphismes et les contrôles aux spécificités de la machine. Cependant, la popularité du Game Boy Color et la reprise des relations commerciales entre Squaresoft et Nintendo ont entraîné l’arrêt de la WonderSwan Color.

## Informations techniques
- Sortie : 9 décembre 2000 au Japon
- Prix : environ 60 €
- CPU : SPHYNX, basé sur le NEC V30MZ (Compatible i80186) 16 bits, cadencé à 3,072 MHz
- Mémoire : 64 Ko ram interne (une cartouche peut venir avec sa propre SRAM)
- Affichage : 224 × 144 pixels, écran couleur LCD 2,8 pouces FSTN sans rétroéclairage, de 241 à 4096 couleurs
- Audio : Mono en interne, Stereo avec l'adaptateur casque
- Support : cartouche de 128 Mbit
- Dimensions : 128 × 74,3 × 24,3 mm
- Poids : 100 g
- Autonomie : 20 heures avec 1 pile électrique AA